# Серебрянка (Крым)
Серебря́нка (до 1948 года Октябрьдо́рф; укр. Серебрянка, крымскотат. Munus, Мунус) — село в Раздольненском районе Республики Крым, центр Серебрянского сельского поселения (согласно административно-территориальному делению Украины — Серебрянского сельского совета Автономной Республики Крым)

## Население
| 2001 | 2014 |
| ---- | ---- |
| 969  | ↘833 |

Всеукраинская перепись 2001 года показала следующее распределение по носителям языка
| Язык             | Процент |
| ---------------- | ------- |
| русский          | 56.86   |
| украинский       | 25.8    |
| крымскотатарский | 14.65   |
| белорусский      | 1.14    |

### Динамика численности
- 1939 год — 1084 чел.[10]
- 1989 год — 964 чел.[10]
- 2001 год — 969 чел.[11]
- 2009 год — 2590 чел.[12]
- 2014 год — 833 чел.[13]

## Современное состояние
На 2016 год в Серебрянке числится 10 улиц и 2 переулка; на 2009 год, по данным сельсовета, село занимало площадь 1,7 тысячи гектаров, на которой в 301 дворах проживало 2590 человек. В селе действует школа-детский сад, сельский дом культуры, библиотека, православный храм Рождества Иоанна Предтечи. Серебрянка связана автобусным сообщением с райцентром и соседними населёнными пунктами.

## География
Серебрянка — село в центре района, на восточном крае Тарханкутской возвышенности, высота центра села над уровнем моря — 94 м. Ближайшие населённые пункты — Соколы в 4 км на запад, Бахчёвка в 6 км на юго-запад, Ветрянка в 6 км на северо-восток и Ковыльное в 6 км на север. Расстояние до райцентра около 20 километров (по шоссе), ближайшая железнодорожная станция — Евпатория — примерно 60 километров. Транспортное сообщение осуществляется по региональной автодороге 35Н-430 Серебрянка — Орловка (по украинской классификации — С-0-11110).

## История
Судя по доступным историческим документам, еврейский переселенческий участок № 71, он же Мунус еврейский на территории уже Фрайдорфского (переименованного в 1944 году в Новосёловский) еврейского национального (лишённого статуса национального постановлением Оргбюро ЦК КПСС от 20 февраля 1939 года) района), был образован, видимо, в начале 1930-х годов (поскольку на карте по состоянию на 1931 год ещё не отмечен). По данным всесоюзной переписи населения 1939 года в селе проживало 1084 человека. Время переименования в Октябрьдорф пока точно не установлено: на двухкилометровке РККА 1942 года село уже под новым названием.
В годы Великой Отечественной войны на фронтах погибли 56 жителей ныне входящих в состав Серебрянского сельсовета сёл Октябрьдорф, Агай и Ойфгонг. В их честь в 1967 году в центре села установлен памятный знак — четырёхгранный двухступенчатый обелиск на постаменте, увенчанный пятиконечной звездой.

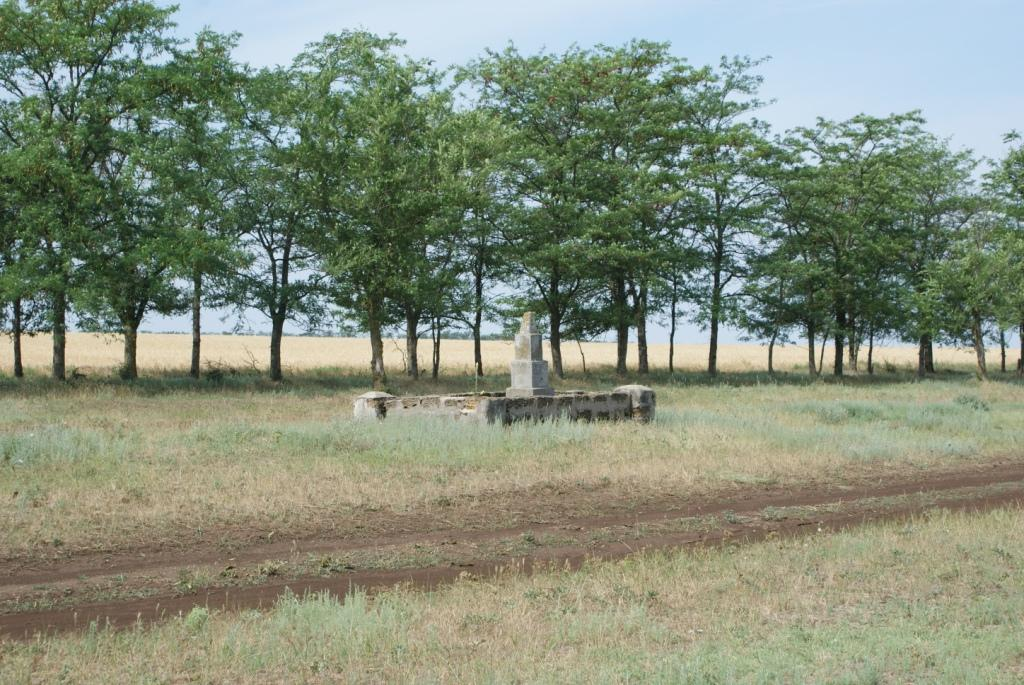
Памятник жертвам террора

В ноябре 1941 года, в период фашистской оккупации, приехавшие в Октябрьдорф гестаповцы (три машины) приказали старосте собрать жителей еврейской национальности в клубе. Собранных фашисты партиями выводили к колодцу на окраине села, где расстреливали и сбрасывали в колодец — было убито 105 человек На месте гибели мирных жителей после освобождения села был установлен памятник в виде ступенчатой пирамиды из камня ракушечника. Постановлением Совета министров Республики Крым № 627 от 20 декабря 2016 года оба памятника отнесены к категории объектов культурно-исторического наследия России регионального значения.
С 25 июня 1946 года Октябрьдорф в составе Крымской области РСФСР. Указом Президиума Верховного Совета РСФСР от 18 мая 1948 года, Октябрьдорф переименовали в Серебрянку. 25 июля 1953 года Новоселовский район был упразднен и село включили в состав Раздольненского. 26 апреля 1954 года Крымская область была передана из состава РСФСР в состав УССР. Время включения в Воронкинский сельсовет пока не установлено: на 15 июня 1960 года село уже числилось в его составе. В период с 1954 по 1968 годы к селу присоединили посёлок Роговое.
Указом Президиума Верховного Совета УССР «Об укрупнении сельских районов Крымской области», от 30 декабря 1962 года Раздольненский район был упразднён и село присоединили к Черноморскому. 1 января 1965 года, указом Президиума ВС УССР «О внесении изменений в административное районирование УССР — по Крымской области», вновь включили в состав Раздольненского. Согласно книге «Города и села Украины. Автономная Республика Крым. Город Севастополь. Историко-краеведческие очерки» Серебрянка стала центром сельсовета в 1978 году, но в справочнике «Крымская область. Административно-территориальное деление на 1 января 1977 года» уже фигурирует Серебрянский сельсовет. По данным переписи 1989 года в селе проживало 964 человека. С 12 февраля 1991 года село в восстановленной Крымской АССР, 26 февраля 1992 года переименованной в Автономную Республику Крым. С 21 марта 2014 года — в составе Республики Крым Российской Федерации.